# 15968 Waltercugno
15968 Waltercugno è un asteroide della fascia principale. Scoperto nel 1998, presenta un'orbita caratterizzata da un semiasse maggiore pari a 3,2174791 au e da un'eccentricità di 0,1241577, inclinata di 1,00888° rispetto all'eclittica.
L'asteroide è dedicato allo scienziato italiano Walter Cugno.